# Leif Stenberg (islamolog)
Leif Stenberg, född 1959, är en svensk islamolog. Han är sedan 2017 professor vid the Institute for the Study of Muslim Civilisations vid Aga Khan-universitetet(en) i London.

## Biografi
Stenberg disputerade 1996 på en avhandling om en samtida debatt mellan fyra positioner inom islamisk syn på vetenskap, representerade av den franske läkaren och islamkännaren  Maurice Bucaille(en), den persisk-amerikanske religionsvetaren och filosofen Seyyed Hossein Nasr, den brittisk-pakistanske skribenten och kritikern Ziauddin Sardar(en) samt den palestinsk-amerikanske filosofen Ismail al-Faruqi. Han visar hur de olika synsätten på olika sätt försöker finna en balans mellan islam och modern vetenskap.
Han var 1996/97 docent i religionshistoria vid Uppsala universitet. Mellan 1997 och 1999 var han gästforskare vid Center for Middle Eastern Studies vid Harvard-universitetet, och följande läsår 1999/2000 var han gästforskare vid Institut Français d’Études Arabes de Damas (IFEAD) i Damaskus, Syrien.
Han kom 2001 till Lunds universitet, där han utsågs till docent i islamologi 2003, och blev 2011 professor samt chef för Centrum för Mellanösternstudier. År 2017 blev han professor och föreståndare vid the Institute for the Study of Muslim Civilisations vid Aga-Khan-universitetet i London, och utsågs 2019 till dekan.
Stenberg framhåller att islam är mångfacetterat och består av en rad traditioner och tillämpningar, där synen på religion ändras över tid. Det går därför inte att enkelt sammankoppla handling med religionstillhörighet och att binda religion vid en viss konstant mening. Han har vid flera tillfället gett längre kommentarer till aktuella händelser med anknytning till islam, till exempel Muhammedkarikatyrerna 2006, den arabiska våren 2011 och svenska biståndsinsatser till Mellanöstern 2018.
Stenbergs vetenskapliga publicering har (2023) enligt Google Scholar drygt 700 citeringar och ett h-index på 13.